# 목계
목계(牧谿)는 송말(宋末) 도종(度宗) 때의 촉(蜀)나라 사람이다. 중년에 선승(禪僧)이 되어 호를 목계, 휘(諱)를 법상(法常)이라 칭하며, 서호(西湖)의 육통사(六通寺)를 창건하였다. 남송선여(南宋禪餘)의 수묵화, 나아가서는 동양 수묵화의 정상을 이루는 대작가인데 그의 그림은 중국 본토에서 크게 인정을 받지 못하였었다.

## 참고 문헌
- 이 문서에는 다음커뮤니케이션(현 카카오)에서 GFDL 또는 CC-SA 라이선스로 배포한 글로벌 세계대백과사전의 내용을 기초로 작성된 글이 포함되어 있습니다.